# Hlučín
Hlučín (en allemand : Hultschin ; en polonais : Hulczyn) est une ville du district d'Opava, dans la région de Moravie-Silésie, en Tchéquie. Sa population s'élevait à 13 421 habitants en 2024.

## Géographie
Hlučín se trouve dans la région historique de Silésie (Haute-Silésie) à 10 km au nord-nord-ouest du centre d'Ostrava, à 22 km à l'est-sud-est d'Opava et à 270 km à l'est de Prague. La ville s'étend sur la rive gauche de l'Opava, qui la sépare de la commune de Děhylov, au sud. 

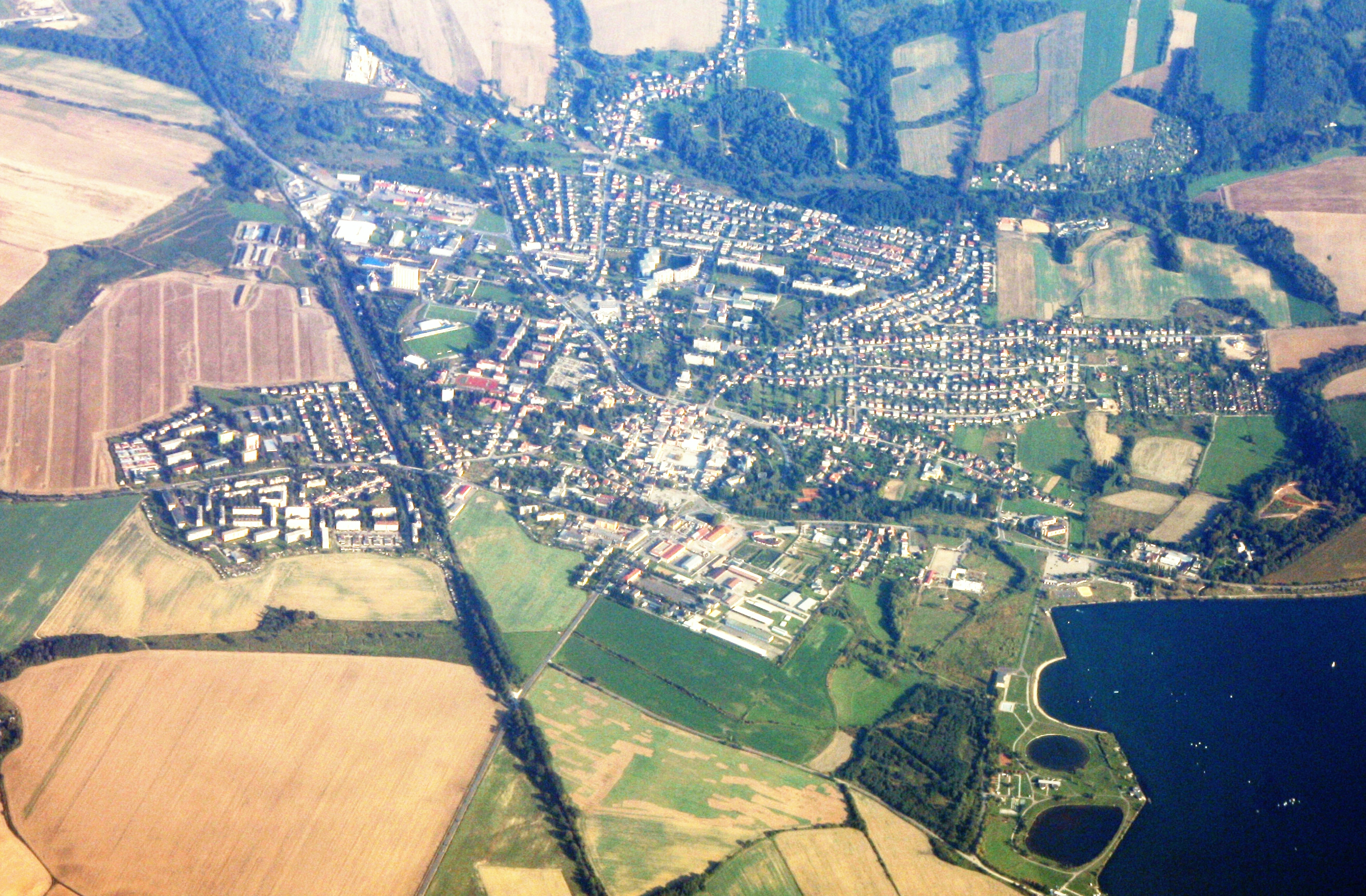
Hlučín : vue aérienne.

La commune est limitée par Vrešina et Darkovice au nord, par Šilheřovice, Markvartovice et Ludgeřovice à l'est, par Ostrava au sud, et par Děhylov, Dobroslavice et Kozmice à l'ouest.

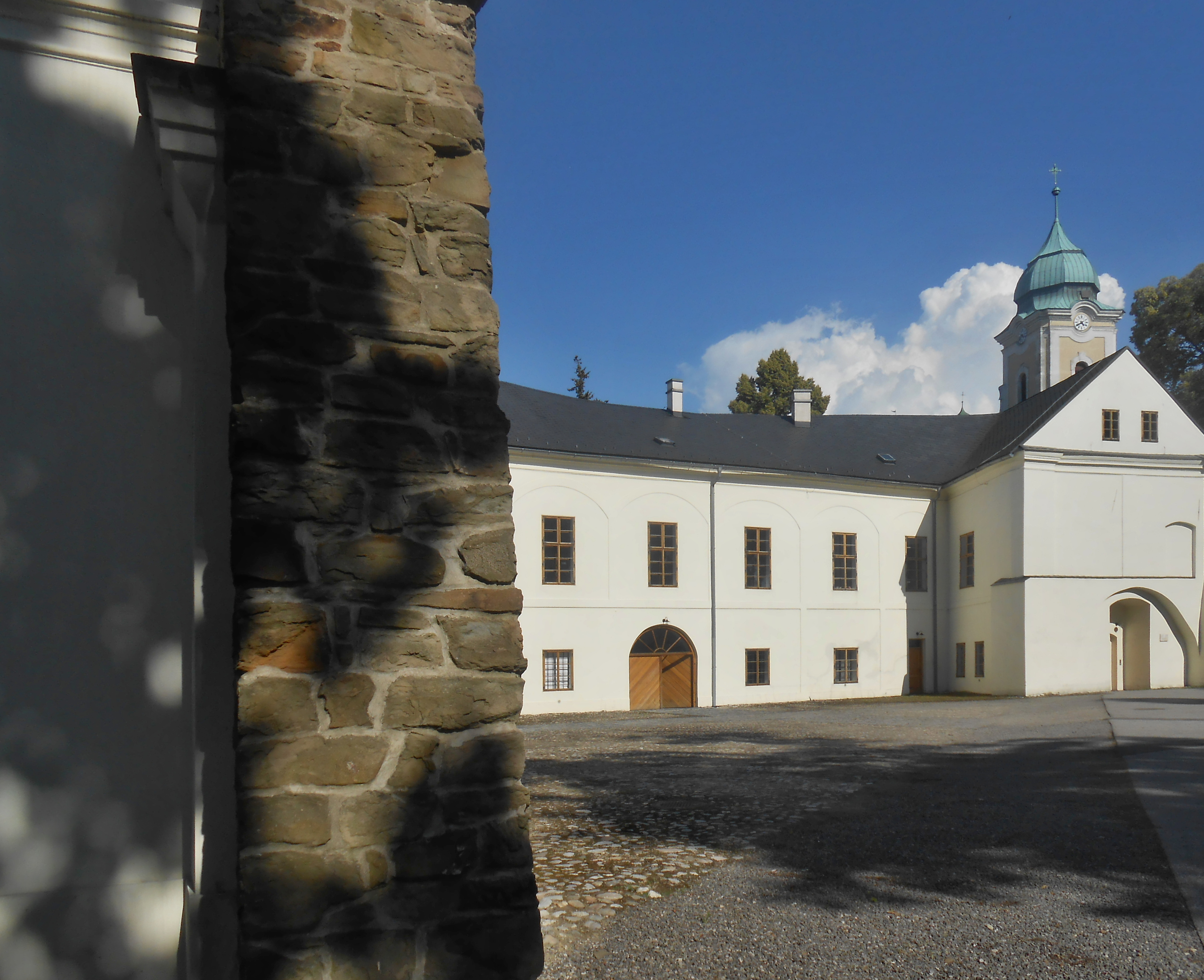
Le château de Hlučín.

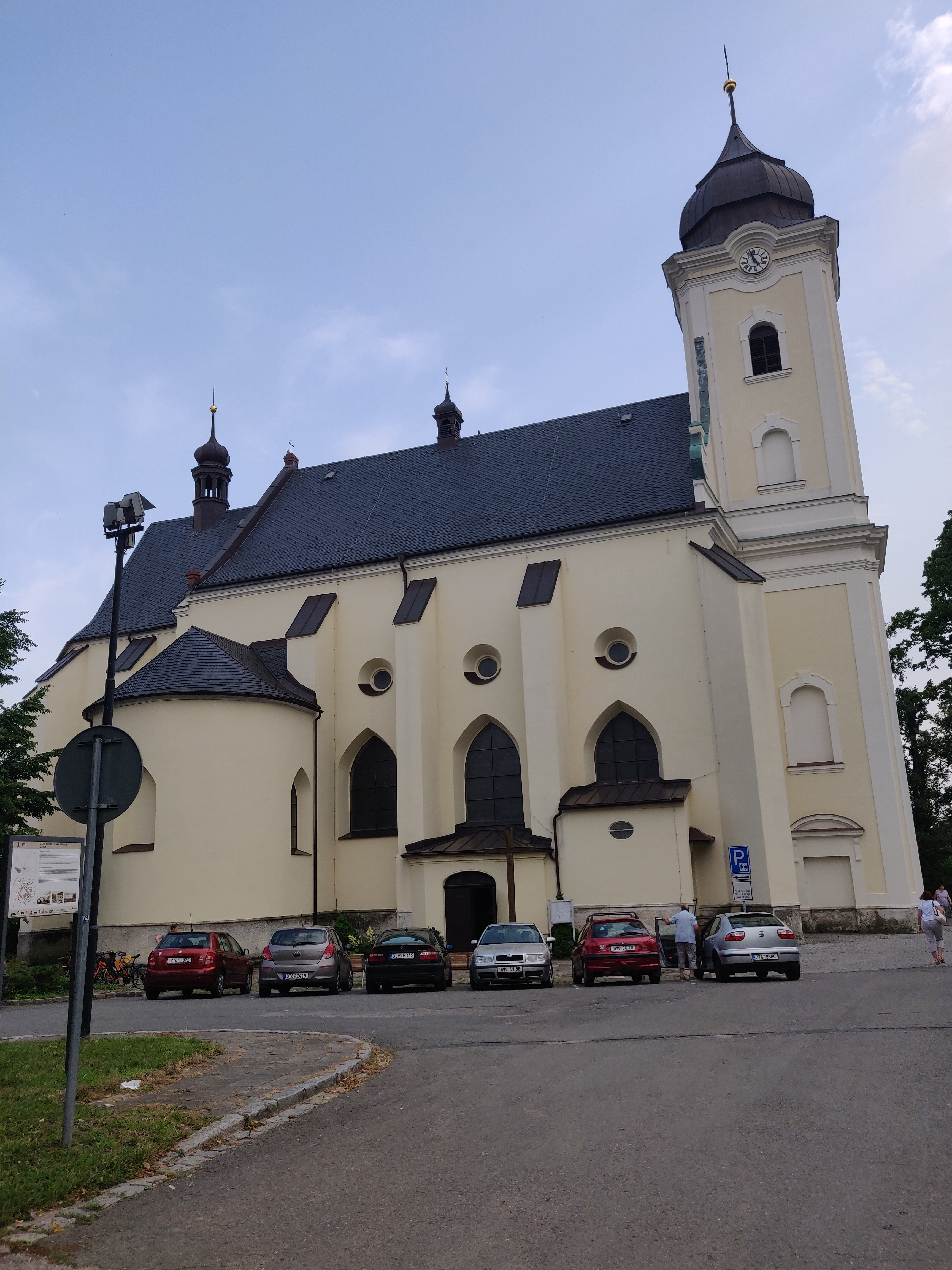
Église Saint-Jean-Baptiste.

## Histoire
La localité a été fondée vers 1250 au cours de la colonisation germanique sous le règne du roi Ottokar II de Bohême. À cette époque, les domaines font partie du margraviat de Moravie, un fief immédiat détenu par la dynastie des Přemyslides. Chef-lieu de la seigneurie de Hlučín, il obtint son statut de ville sur le modèle de Głubczyce en 1303. Le cœur de la ville médiévale a été entouré de fortifications au XVIe siècle.
Le roi Ottokar II avait créé le duché d'Opava vers 1269 afin de l'accorder à son fils naturel Nicolas. Gouverné par la lignée illégitime des Přemyslides, ce territoire au fil des siècles a été rattaché aux duchés silésiens voisins. Tous les domaines font partie des pays de la couronne de Bohême à partir de 1348.
À la suite de la Première guerre de Silésie, en 1742, la région fut partagée : la rivière Opava, au sud de Hlučín, faisait frontière avec la Silésie autrichienne, lorsque la ville elle-même fut incorporée dans la Silésie prussienne. À partir de 1816, elle faisait partie du district d'Oppeln. 
Après la Première Guerre mondiale, conformément aux dispositions du traité de Versailles, Hlučín fut rattachée à la Première République tchécoslovaque (ČSR). Le 1er octobre 1938, la vile est occupée par l'Allemagne nazie selon les accords de Munich. À la suite de la Seconde Guerre mondiale, Hlučín revient à la Tchécoslovaquie, et sa population germanique fut expulsée.

## Population
Recensements ou estimations de la population de la commune dans ses limites actuelles :
| 1869* | 1880* | 1890* | 1900* | 1910* | 1921* |
| ----- | ----- | ----- | ----- | ----- | ----- |
| 4 711 | 5 034 | 5 298 | 5 652 | 5 729 | 6 218 |

| 1930* | 1950* | 1961*  | 1970*  | 1980*  | 1991*  |
| ----- | ----- | ------ | ------ | ------ | ------ |
| 6 685 | 7 191 | 10 446 | 13 786 | 14 526 | 14 390 |

| 2001*  | 2011*  | 2015   | 2016   | 2017   | 2018   |
| ------ | ------ | ------ | ------ | ------ | ------ |
| 14 346 | 13 917 | 13 988 | 14 020 | 13 970 | 13 996 |

| 2019   | 2020   | 2021*  | 2022   | 2023   | 2024   |
| ------ | ------ | ------ | ------ | ------ | ------ |
| 13 953 | 13 931 | 13 634 | 13 562 | 13 506 | 13 421 |

## Administration
La commune se compose de trois sections :
- Bobrovníky
- Darkovičky
- Hlučín

## Transports
Par la route, Hlučín se trouve à 13 km d'Ostrava, à 23 km d'Opava et à 349 km de Prague.

## Personnalités
- Pavel Josef Vejvanovský (1639/1640-1693), compositeur et trompettiste ;
- Emanuel Schäfer (1900-1974), SS-Oberführer ;
- Jiří Pavlenka (né en 1992), footballeur.

## Jumelages
- Namysłów (Pologne)
- Ružomberok (Slovaquie)
- Nebelschütz (Allemagne)